# Генрі Джон Темпл Пальмерстон
Генрі Джон Темпл, лорд Пальмерстон; з 1802 року віконт (англ. Henry Temple, 3rd Viscount of Palmerston, 20 жовтня 1784—18 жовтня 1865) — видатний британський державний діяч, тривалий час керував обороною, потім зовнішньою політикою держави, а у 1855—1865 (з невеликою перервою) очолював уряд (35-й і 37-й прем'єр-міністр Великої Британії з 1855 до 1858 року та з 1859 до 1865 року).

## Початок кар'єри
Походив зі старовинної ірландської родини. Навчався у школі Гарроу разом із Байроном та Пілем, потім університетах в Единбурзі та Кембриджі. Оскільки як ірландський пер він не мав доступу до палати лордів, то балотувався 1804 року до палати громад від Кембриджського університету, але безуспішно; у 1807 році став депутатом від одного з «гнилих» містечок. Одразу ж Портленд призначив його молодшим лордом Адміралтейства. За кілька місяців Пальмерстон виголосив промову на захист бомбардування Копенгагена; не вбачаючи можливим виправдовувати цей акт насильства міркуваннями моралі, він тим не менше знаходив його необхідним і корисним через загрозливі плани Наполеона. Пальмерстон не мав видатного ораторського таланту; під час промови він часто зупинявся, із труднощами підбирав слова, але завжди добре володів предметом промови, умів майстерно застосовувати іронію і сарказм, та в цілому справляв сильне враження.

## Міністр оборони
Промова одразу виділила Пальмерстона й у 1809 році лорд Персіваль, формуючи кабінет, запропонував Пальмерстону посаду канцлера скарбниці. Пальмерстон мав рідкісний талан відмовитись, посилаючись на повну незнайомість із фінансами й на те, що він тільки одного разу виступав у палаті громад, і задовольнився місцем міністра оборони без права голосу в кабінеті; у цій посаді він залишався майже 20 років (1809—1828), не маючи політичного впливу, але приваблюючи до себе загальні симпатії своїм працелюбством, енергією та добросовісністю. Окрім державної служби, він займався у цей час складанням віршів, що не мали серйозного значення.
Після смерті лорда Ліверпула, прем'єр-міністр Джордж Каннінг запропонував Палмерстону зайняти пост канцлера казначейства; Пальмерстон прийняв пропозицію, але цьому призначенню опирався король, і Пальмерстон залишився при Каннінгу, потім за Годеріка, міністром оборони, але тільки з правом голосу в кабінеті. У цей час Пальмерстон, подібно до свого друга, Роберта Піля, був вірним членом торійської партії. По суті Пальмерстон упродовж усього життя залишався торі, у тому сенсі, в якому ними були Пітт і Каннінг; але був державною особою старого англійського аристократичного типу, ліберальною за настроєм, співчутливою до справедливості й прогресу, але ворожий до вимог демократії. Так, він підтримував емансипацію католиків, але рішуче опирався виборчій реформі. Після падіння міністерства Годріка (1828) Пальмерстон виявився надто поміркованим і ліберальним для суворо консервативного кабінету герцога Веллінгтона, й таким чином вперше опинився у лавах опозиції.

## Міжнародна діяльність
З цих пір він звернув свою увагу на закордонні справи; кілька разів відвідав Париж і виявив рідкісне розуміння політичного моменту, передрікши революцію, що назрівала. У липні 1829 року Пальмерстон виголосив у палаті громад промову щодо закордонної політики, яка справила величезне враження, вимагаючи від Веллінгтона активнішого втручання до справ Греції. За два роки діяльності в опозиції Пальмерстон наблизився до вігів, і коли прем'єр-міністр Веллінгтон у 1830 році вдався до спроби залучити його до кабінету, то Пальмерстон відмовився увійти до його складу без лорда Грея і лорда Ленсдауна; таким чином він пов'язав свою долю з долею партії вігів, в якій і залишився до самої смерті. У 1830 році Пальмерстон прийняв портфель міністра закордонних справ у кабінеті Грея; з тих пір до 1851 року він залишався на цьому посту у кабінетах лорда Грея, лорда Мельбурна і лорда Рассела, з перервами у 1834 та 1841—1846 роках (кабінети Роберта Піля).

### Європейська політика
Політика Пальмерстона зводилась до підтримки за межами ліберальних течій. Так, він сприяв утворенню бельгійського королівства й підтримував кандидатуру на бельгійський престол Леопольда Саксен-Кобург-Готського; в Іспанії він стояв на боці Ізабелли II, у Португалії — королеви Марії II. Лондонський трактат 1834 року, укладений між Францією, Англією, Португалією та Іспанією, умиротворив (за участі англійського флоту) Піренейський півострів, був головним чином справою його рук.

### Близькосхідна політика
Пальмерстон симпатизував грецькому повстанню, але потім одним із головних завдань його політики стає підтримка Туреччини; він вірив у її відродження й надавав серйозного значення реформам султана Махмуда II. Пальмерстон сильно боявся посилення Росії на Босфорі, Франції — на Нілі. Османська імперія здавалась йому могутнім оплотом проти честолюбних прагнень цих держав. Ункяр-Іскелесійський договір 1833 року про мир і оборонний союз між Росією й Туреччиною спричинив його гнів, й надалі він брав участь у конфлікті, що отримав назву Справа «Віксена». Коли повстання Мухаммеда Алі Єгипетського загрожувало цілісності Османської держави, Пальмерстон спонукнув держави підписати колективну ноту, яка проголошувала недоторканість Османської імперії гарантією миру всієї Європи (1839). Після перемоги єгиптян під Незібом, яка ще більше погіршила становище Османської імперії (послабленої, до того ж, смертю султана Махмуда), Пальмерстон наполягав на примусових заходах проти єгипетського паші. Франція відмовилась брати у них участь, чим сильно роздратувала Пальмерстона; Лондонський трактат про протоки 15 липня 1840 року було укладено з Росією, Пруссією та Австрією без участі Франції. Слідом за ним швидко одне за одним йшли бомбардування Бейрута, взяття Акри, вигнання Ібрагіма-паші із Сирії, приборкання Мухаммеда Алі. 13 липня 1841 року була підписана нова Лондонська конвенція про протоки, вже за участі Франції. Ця низка енергійних заходів створила Пальмерстону славу першої державної особи епохи.

### Далекосхідна політика
Коли Пальмерстон був міністром закордонних справ Англія виграла у Китаю Першу Опіумну війну й отримала острів Гонконг.

### Період європейських революцій
Сміливіше діяв він у другій половині 1840-х років, за часів міністерства Рассела. Він сприяв революціям в Італії та Угорщині, влаштовував урочисті зустрічі Лайошу Кошуту, чим налаштував проти Англії всі уряди Європи.
У грудні 1851 року Пальмерстон, не порадившись із членами кабінету, через англійського посланця в Парижі привітав Наполеона III із вдалим переворотом, тоді лорд Рассел скористався цим зручним приводом, щоб усунути надто неспокійного колегу. Пальмерстон помстився Расселу тим, що запропонував вотум недовіри, який спричинив падіння кабінету. Цим завершилась кар'єра Пальмерстона, як міністра закордонних справ. У 1852 році, коли сформувався кабінет лорда Абердіна, Пальмерстон віддав перевагу взяти в ньому портфель міністра внутрішніх справ. Попри це, він мав величезний авторитет, саме у питаннях закордонної політики, і Кримська війна була значною мірою його рук справою.
Кримська війна 1853—1856 років була апофеозом зовнішньої політики Пальмерстона і разом з тим його особистим найвеличнішим досягненням як дипломата.

## Прем'єр-міністр
У 1855 році, після падіння кабінету Абердіна, формувати новий уряд було доручено Пальмерстону, і з тих пір, до самої смерті, з невеликою перервою (1858—1859), він залишався прем'єром. Ніколи ще з часів Пітта голова уряду не мав в Англії такої популярності, як Пальмерстон у перші роки після формування ним кабінету; у палаті його переслідували нападки радикалів, сарказми Дізраелі, але країна, очманіла від перемоги, була на його боці. Розбитий ворожою коаліцією 1857 року, він розпустив парламент і повернувся до нього зі значною більшістю, виступивши прибічником британської агресії у Другій Опіумній війні (1856—1860).
Попри те, що він був главою ліберальної партії, політика його всередині країни відзначалась великою поміркованістю й обережністю; він протидіяв усім демократичним вимогам радикалів. У 1858 році з приводу замаху Орсіні на життя Наполеона III, Пальмерстон запропонував білль про змови; цей білль спричинив сильне невдоволення, оскільки у ньому побачили, й не без підстав, з одного боку сервілізм стосовно до Наполеона, з іншого — прагнення придушити свободу особистості в Англії. Пальмерстон був змушений поступитись своїм місцем лорду Дербі, але наступного ж року повторно сформував свій кабінет.
До самої смерті Пальмерстон зберігав юнацьку бадьорість та енергію (у 1863 році 79-річний Пальмерстон, відомий дамський угодник, був співвідповідачем за однією справою розлучення), разом із чудовим здоров'ям, і помер після дуже нетривалої хвороби. Смерть його сприйняли як національне нещастя. Пальмерстон став четвертою особою, яка не належала до королівського дому, якого поховали із державними почестями у Вестмінстерському абатстві (після Ісаака Ньютона, Гораціо Нельсона й герцога Веллінгтона). Шлюб, укладений ним у 1839 році із вдовою графинею Каупер, сестрою прем'єр-міністра лорда Мельбурна, залишився бездітним (хоча, за чутками, він був батьком однієї з дочок своєї майбутньої дружини, народжених нею ще у попередньому шлюбі). У 1876 році на його честь було встановлено статую у парламентському сквері в Лондоні.